# بلدية كاباريان
بلدية كاباريان هي مدينة، وبلديات كوبا، تقع في مقاطعة فيلا كلارا، بلغ عدد سكانها 38,479 نسمة وذلك حسب إحصائيات سنة 2008.

## معرض صور

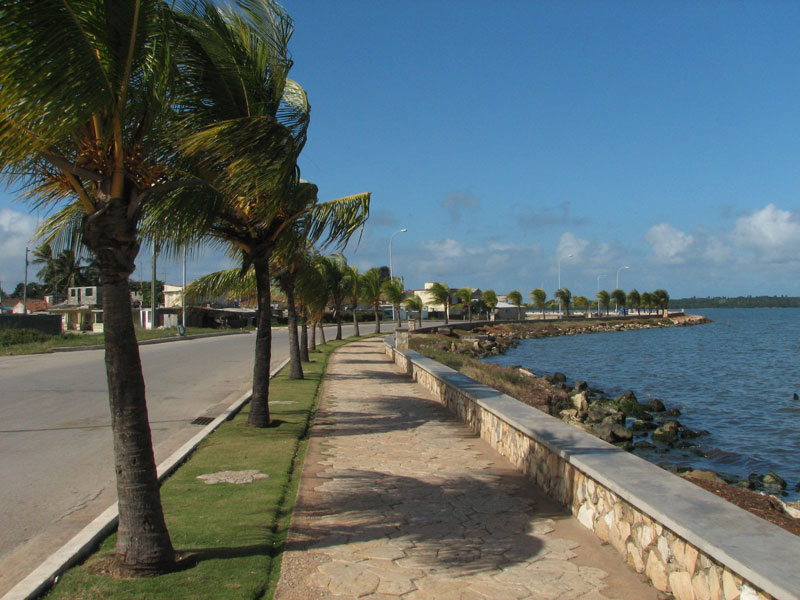
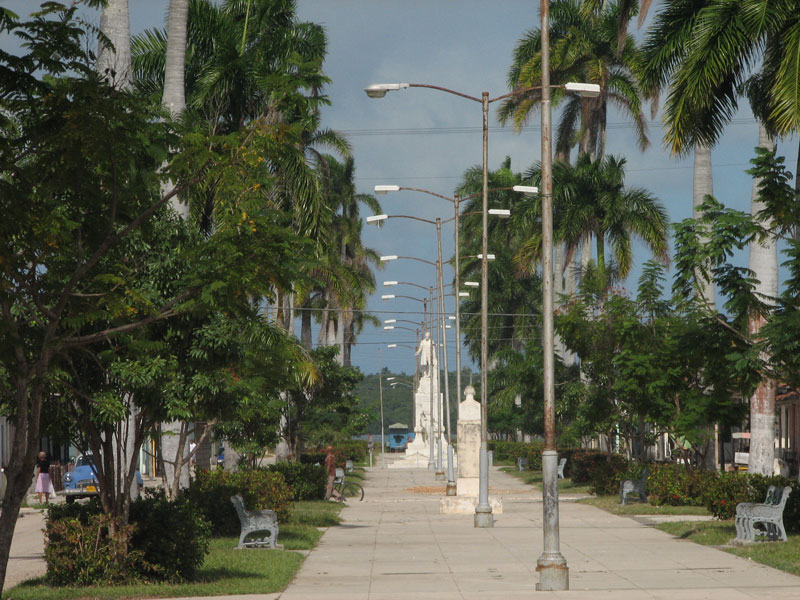
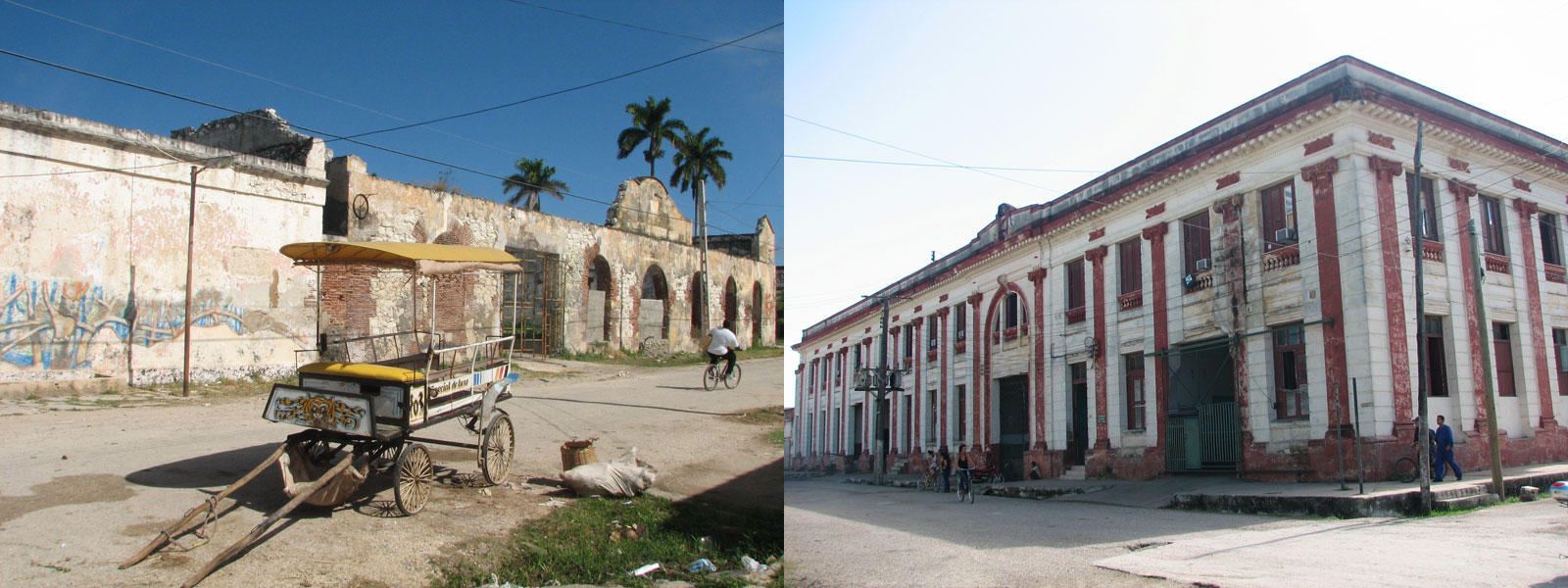
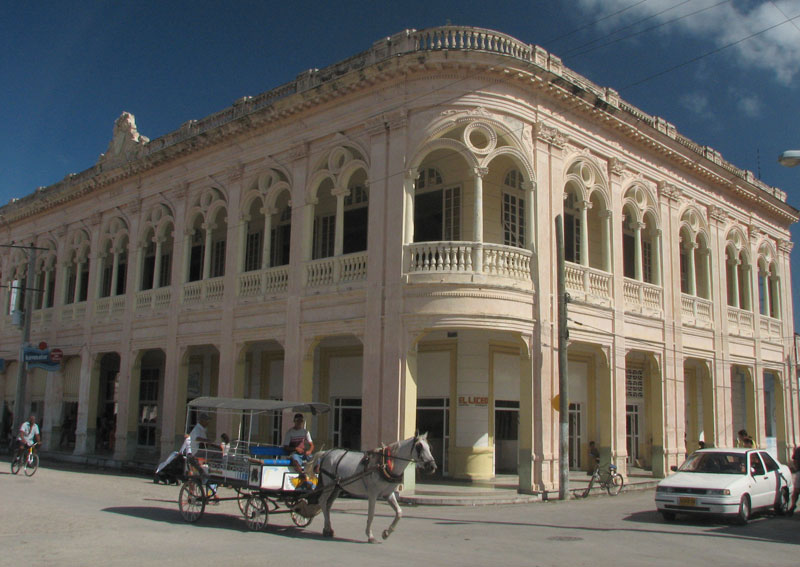

## أعلام
- راكيل اولميدو
- مانويل كورونا
- هانسر جارسا